# Resultados do Carnaval do Rio de Janeiro em 1995
Nesta página estão listados os resultados dos concursos de escolas de samba, blocos de empolgação e blocos de enredo do carnaval do Rio de Janeiro do ano de 1995. Os desfiles foram realizados entre os dias 24 de fevereiro e 4 de março de 1995. A partir de 1995, a Prefeitura do Rio de Janeiro passou toda a organização dos desfiles das escolas de samba para a Liga Independente das Escolas de Samba do Rio de Janeiro (LIESA). Até o ano anterior, a Riotur organizava o evento junto com a Liga. Com a medida, a LIESA passou a arrecadar 74% da receita dos desfiles; frente 16% da Riotur e 10% que são destinados ao pagamento de direitos autorais à gravadora musical das escolas. O então prefeito do Rio, César Maia, tomou a medida no ano em que os contraventores ligados às escolas estavam presos e a Liga sendo presidida pelo deputado Paulo de Almeida.
A Imperatriz Leopoldinense conquistou seu quinto título no carnaval carioca. A escola realizou um desfile sobre a história de uma expedição organizada por D. Pedro II, no Século XX, que contou com quatorze camelos importados da Argélia que não resistiram ao clima do sertão brasileiro sendo substituídos por jegues nordestinos. O enredo "Mais Vale Um Jegue que Me Carregue, que Um Camelo que Me Derrube lá no Ceará" foi desenvolvido pela carnavalesca Rosa Magalhães, que conquistou seu terceiro título no carnaval do Rio. Portela ficou com o vice-campeonato por meio ponto de diferença para a campeã. Recém promovidas ao Grupo Especial, Unidos da Villa Rica e São Clemente foram rebaixadas de volta para a segunda divisão.
Uma nova entidade carnavalesca foi criada para administrar os grupos A e B, a Liga Independente das Escolas de Samba do Grupo de Acesso (LIESGA). O Grupo A foi vencido pela Unidos do Porto da Pedra. A escola de São Gonçalo desfilou como convidada e garantiu sua promoção à primeira divisão junto com a vice-campeã, Império da Tijuca. Acadêmicos do Dendê venceu o Grupo B, mas devido à reorganização dos grupos de acesso, não foi promovida. O mesmo ocorreu com a Flor da Mina do Andaraí, campeã do Grupo 1. União de Vaz Lobo venceu o Grupo 2.
Coração da Coroa venceu o Grupo A-1 dos blocos de empolgação, enquanto Tigre de Bonsucesso conquistou o Grupo A-2. Entre os blocos de enredo, venceram: Mocidade Unida da Mineira; Queima de Bangu; Unidos da Curtição; e Roda Quem Pode.

## Grupo Especial
O desfile do Grupo Especial foi organizado pela Liga Independente das Escolas de Samba do Rio de Janeiro (LIESA) e realizado no Sambódromo da Marquês de Sapucaí a partir das 19 horas dos dias 26 e 27 de fevereiro de 1995.
Ordem dos desfiles
Seguindo o regulamento do ano, a campeã de 1994, Imperatriz Leopoldinense, pôde escolher dia e posição de desfile, enquanto a vice-campeã de 1994, Acadêmicos do Salgueiro, teria que desfilar em dia diferente da campeã, mas poderia escolher a posição. A primeira noite de desfiles foi aberta pela vice-campeã do Grupo 1 de 1994, São Clemente; seguida da décima quarta colocada do Grupo Especial de 1994, Unidos da Tijuca; e encerrada pelo último colocado do Grupo Especial de 1994, o Império Serrano. A segunda noite de desfiles foi aberta pela penúltima colocada do Grupo Especial de 1994, Unidos da Ponte, seguida da décima terceira colocada do Grupo Especial de 1994, Estácio de Sá; e encerrado pela campeã do Grupo 1 de 1994, a Unidos da Villa Rica. A posição de desfile das demais escolas foi definida através de sorteio realizado pela LIESA no dia 1 de junho de 1994.
| Domingo (26/02/1995) | Segunda-feira (27/02/1995) |

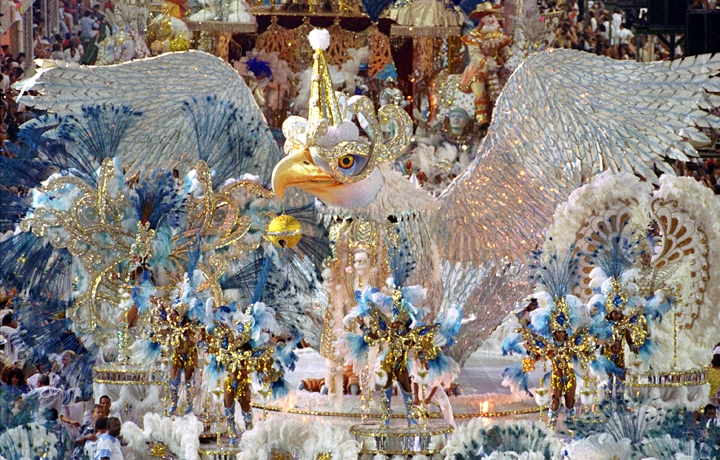
Desfile da Portela em 1995. Escola foi a vice-campeã do Grupo Especial.

| 1. São Clemente 2. Unidos da Tijuca 3. Beija-Flor 4. União da Ilha do Governador 5. Acadêmicos do Grande Rio 6. Acadêmicos do Salgueiro 7. Tradição 8. Portela 9. Império Serrano | 1. Unidos da Ponte 2. Estácio de Sá 3. Unidos de Vila Isabel 4. Mocidade Independente de Padre Miguel 5. Caprichosos de Pilares 6. Imperatriz Leopoldinense 7. Estação Primeira de Mangueira 8. Unidos do Viradouro 9. Unidos da Villa Rica |

Quesitos e julgadores
Foram mantidos os dez quesitos de avaliação dos anos anteriores. O número de julgadores por quesito aumentou para cinco, ante três do ano anterior.
| Quesitos | Quesitos                     | Julgador 1           | Julgador 2               | Julgador 3         | Julgador 4           | Julgador 5            |
| -------- | ---------------------------- | -------------------- | ------------------------ | ------------------ | -------------------- | --------------------- |
|          | Mestre-Sala e Porta-Bandeira | Nilza de Oliveira    | Syomara Guerra           | Emanuel Brasil     | Irene Orazem         | Vera Aragão           |
|          | Comissão de Frente           | Stella Pinheiro      | Raphael David dos Santos | Armindo Blanco     | Cecília Kerche       | Eliane                |
|          | Fantasias                    | Cristina Franco      | Elizabeth Naid           | Glorinha Paranaguá | Regina Martinelli    | Regina Germani        |
|          | Alegorias e Adereços         | Farid Maruf Ferrari  | João Carlos Moura        | Luiz Augusto       | Marisa Guimarães     | Chica Ganchi          |
|          | Conjunto                     | Nato Kandall         | Mariléa Abirached        | Ângelo Ferrari     | Aderbal Freire Filho | Emilio Kalil          |
|          | Enredo                       | Ricardo Castro       | José Flávio Pessoa       | Carlos La Roque    | Carlos Alberto Serpa | Beatriz Resende       |
|          | Evolução                     | Lula Vieira          | André Lázaro             | Carlos Pousa       | Otoniel Serra        | Oscar Bolão           |
|          | Harmonia                     | Passarinho           | Leila Quintanilha        | Hélio Capucchi     | Gustavo Mello        | Leda Maria            |
|          | Samba-Enredo                 | Beto Vilasboas       | Eri Galvão               | Fred Góes          | Williams Taranto     | Maria de F. Rodrigues |
|          | Bateria                      | Cláudio Luiz Matheus | Tom da Bahia             | Sérgio Coelho      | Henrique Cases       | Nelson Nirenberg      |

### Classificação

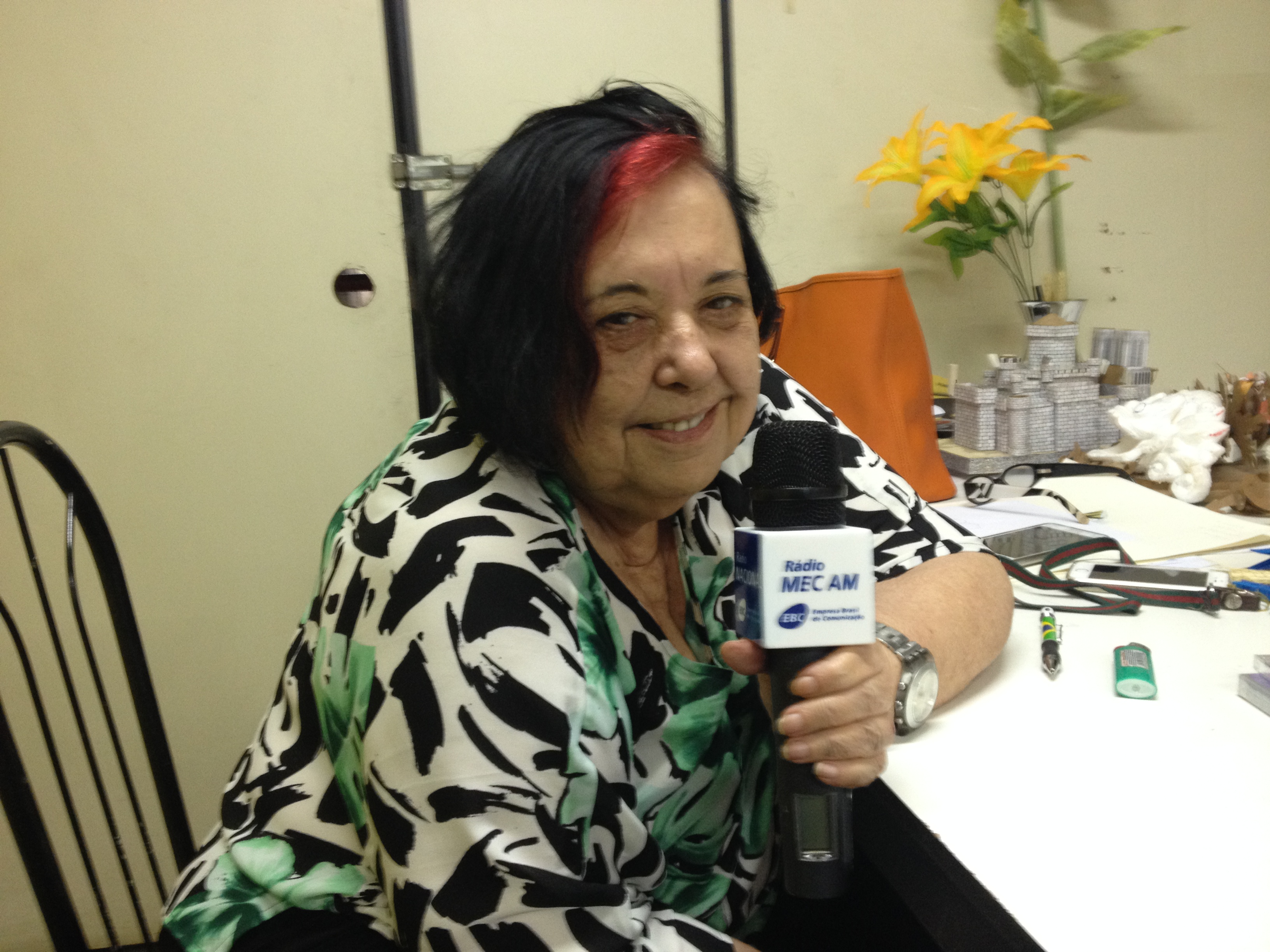
Carnavalesca da Imperatriz, Rosa Magalhães conquistou seu terceiro título.

A Imperatriz Leopoldinense conquistou seu quinto título de campeã do carnaval carioca. Sexta escola da segunda noite, a Imperatriz realizou um desfile sobre a história de uma fracassada expedição científica organizada pelo Imperador Dom Pedro II e realizada no Ceará, no Século XX, que contou com quatorze camelos importados da Argélia que não resistiram ao clima do sertão brasileiro sendo substituídos por jegues nordestinos. O enredo "Mais Vale Um Jegue que Me Carregue, que Um Camelo que Me Derrube lá no Ceará" foi desenvolvido pela carnavalesca Rosa Magalhães, que conquistou seu terceiro título no carnaval do Rio. A escola obteve ajuda do governador do Ceará, Tasso Jereissati, que articulou um patrocínio de R$ 200 mil à agremiação. A Imperatriz recebeu apenas três notas abaixo da máxima, mas todas foram descartadas. O penúltimo carro alegórico, que representava a chegada dos camelos ao Brasil, quebrou antes de entrar na avenida e seus componentes tiveram que desfilar a pé, afim de impedir que se formassem espaços entre as alas. A escola não foi despontuada pela falta da alegoria, o que gerou controvérsia sobre o julgamento.
Favorita ao título, a Portela ficou com o vice-campeonato por meio ponto de diferença para a Imperatriz. A escola realizou um desfile sobre a história do carnaval, sendo saudada pelo público com gritos de "campeã". Beija-Flor e Mocidade Independente de Padre Miguel empataram em pontos totais. O desempate, no quesito Harmonia, deu à Beija-Flor o terceiro lugar. A escola de Nilópolis homenageou a cantora lírica Bidu Sayão. Aos 92 anos, a homenageada participou do desfile como destaque na última alegoria da escola. Mocidade ficou em quarto lugar com uma apresentação sobre a religiosidade brasileira. Com um desfile que questionava a versão oficial do descobrimento do Brasil, Acadêmicos do Salgueiro se classificou em quinto lugar. Estação Primeira de Mangueira conquistou a última vaga do Desfile das Campeãs com uma apresentação sobre o arquipélago brasileiro de Fernando de Noronha.
Sétima colocada, a Estácio de Sá realizou um desfile sobre o centenário do Clube de Regatas do Flamengo. Unidos do Viradouro ficou em oitavo lugar com uma apresentação sobre os espantos do pintor francês Jean-Baptiste Debret ao desvendar as belezas do Brasil. Com um desfile sobre as moedas de dinheiro, Unidos de Vila Isabel se classificou em nono lugar. Caprichosos de Pilares foi a décima colocada com uma apresentação sobre o petróleo. Décima primeira colocada, União da Ilha do Governador realizou um desfile sobre Manifesto Antropofágico do escritor Oswald de Andrade. Unidos da Tijuca ficou em décimo segundo lugar retratando a obra do compositor Carlos Gomes. Tradição e Unidos da Ponte empataram em pontos totais. O desempate, no quesito Samba-Enredo, deu à Tradição o décimo terceiro lugar. A escola realizou um desfile sobre a roda. Unidos da Ponte foi a décima quarta colocada com uma homenagem o estado do Paraná. Em décimo quinto lugar, o Império Serrano realizou um desfile sobre o tempo. Acadêmicos do Grande Rio ficou em décimo sexto lugar desfilando um enredo em que o ciclo da borracha na Amazônia era transformado num conto de fadas. Recém promovidas ao Grupo Especial, após conquistarem, respectivamente, o primeiro e o segundo lugar do Grupo 1 de 1994, Unidos da Villa Rica e São Clemente foram rebaixadas de volta para a segunda divisão. Penúltima colocada, a São Clemente desfilou um enredo otimista sobre o futuro do Brasil. Última colocada, a Unidos da Villa Rica realizou um desfile sobre tecidos.
| Legenda: Desfile das Campeãs Rebaixadas para o Grupo A |

| Col. | Escola                                | Enredo                                                                       | Carnavalesco(a)    | Pontos | Desempate           |
| ---- | ------------------------------------- | ---------------------------------------------------------------------------- | ------------------ | ------ | ------------------- |
| 1    | Imperatriz Leopoldinense              | Mais Vale Um Jegue que Me Carregue, que Um Camelo que Me Derrube lá no Ceará | Rosa Magalhães     | 300    | -                   |
| 2    | Portela                               | Gosto que Me Enrosco                                                         | José Félix         | 299,5  | -                   |
| 3    | Beija-Flor                            | Bidu Sayão e o Canto de Cristal                                              | Milton Cunha       | 299    | Harmonia (30 pts)   |
| 4    | Mocidade Independente de Padre Miguel | Padre Miguel, Olhai por Nós                                                  | Renato Lage        | 299    | Harmonia (29,5 pts) |
| 5    | Acadêmicos do Salgueiro               | O Caso do Por Acaso                                                          | Roberto Szaniecki  | 298,5  | -                   |
| 6    | Estação Primeira de Mangueira         | A Esmeralda do Atlântico                                                     | Ilvamar Magalhães  | 297    | -                   |
| 7    | Estácio de Sá                         | Uma Vez Flamengo...                                                          | Mário Borriello    | 296,5  | -                   |
| 8    | Unidos do Viradouro                   | O Rei e os Três Espantos de Debret                                           | Joãosinho Trinta   | 294,5  | -                   |
| 9    | Unidos de Vila Isabel                 | Cara ou Coroa, as Duas Faces da Moeda                                        | Max Lopes          | 294    | -                   |
| 10   | Caprichosos de Pilares                | Da Terra Brotei, Negro Sou e Ouro Virei                                      | Mauro Quintaes     | 289,5  | -                   |
| 11   | União da Ilha do Governador           | Todo Dia É Dia de Índio                                                      | Chico Spinoza      | 288,5  | -                   |
| 12   | Unidos da Tijuca                      | Os Nove Bravos do Guarani                                                    | Oswaldo Jardim     | 286    | -                   |
| 13   | Tradição                              | Gira Roda, Roda Gira                                                         | Lícia Lacerda      | 284    | Samba (29 pts)      |
| 14   | Unidos da Ponte                       | Paraná, Esse Estado Leva a Sério o Meu Brasil                                | Washington Luiz    | 284    | Samba (27,5 pts)    |
| 15   | Império Serrano                       | O Tempo não Pára                                                             | Lilian Rabello     | 275    | -                   |
| 16   | Acadêmicos do Grande Rio              | Estória para Ninar Um Povo Patriota                                          | Lucas Pinto        | 268    | -                   |
| 17   | São Clemente                          | O que É que não É, mas Será?                                                 | Luiz Fernando Reis | 261,5  | -                   |
| 18   | Unidos da Villa Rica                  | Deu Pano pra Manga                                                           | Sylvio Cunha       | 255    | -                   |

### Premiações

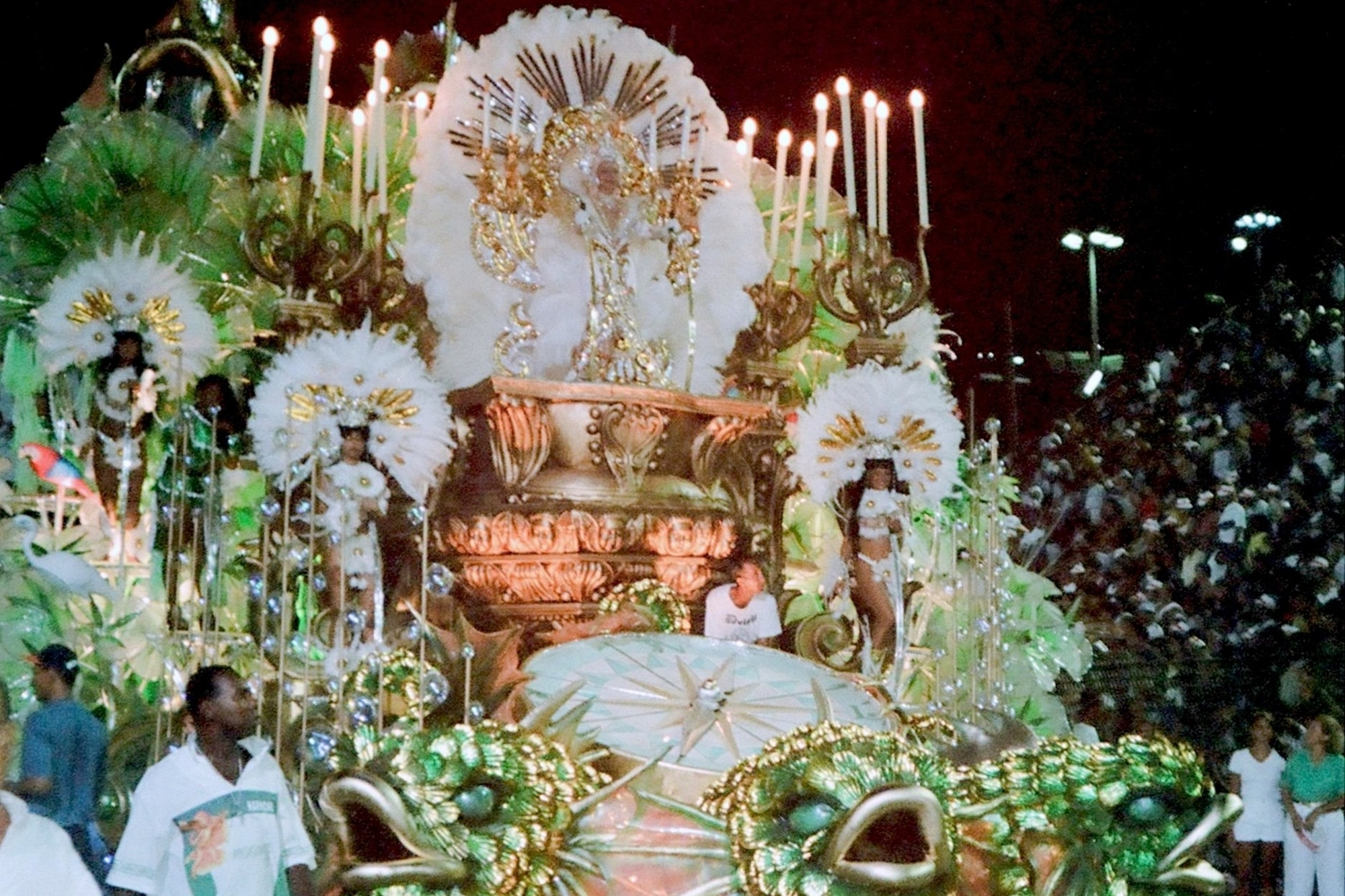
Desfile da Mocidade em 1995. Escola recebeu o Troféu Manchete de melhor escola do ano.

| Prêmios 1995          | Estandarte de Ouro        | Troféu Manchete            |
| --------------------- | ------------------------- | -------------------------- |
| Melhor escola         | Portela                   | Mocidade Independente      |
| Samba-enredo          | Portela                   | Unidos de Vila Isabel      |
| Melhor bateria        | Unidos da Ponte           | Unidos da Ponte            |
| Melhor mestre-sala    | Ronaldinho (São Clemente) | Claudinho (Estácio)        |
| Melhor porta-bandeira | Babi (União da Ilha)      | Selminha Sorriso (Estácio) |
| Melhor intérprete     | Rixxa (Portela)           | Jamelão (Mangueira)        |
| Comissão de frente    | Imperatriz Leopoldinense  | Imperatriz Leopoldinense   |
| Melhor ala de baianas | Imperatriz Leopoldinense  | Imperatriz Leopoldinense   |

## Grupo A
Descontentes com o resultado do Grupo 1 de 1994, as escolas da segunda divisão fundaram uma nova entidade representativa, a Liga Independente das Escolas de Samba do Grupo de Acesso (LIESGA). Além das escolas participantes da segunda divisão, outras duas agremiações foram convidadas a integrar o Grupo A: Mocidade Unida de Jacarepaguá (oitava colocada do Grupo 2 de 1994) e Unidos do Porto da Pedra (vice-campeã do Grupo de Avaliação de 1994). O desfile do Grupo A foi realizado no Sambódromo da Marquês de Sapucaí. A primeira noite de desfiles teve início às 21 horas e 50 minutos da sexta-feira (24/02) e término as 7 horas e 20 minutos do dia seguinte. A segunda noite teve início às 20 horas do sábado (25/02) e término às 7 horas e 30 minutos do dia seguinte.
Ordem dos desfiles
As duas escolas convidadas para participar do grupo foram responsáveis por abrir os desfiles. Mocidade iniciou a primeira noite e Porto da Pedra, a segunda.
| Sexta-feira (24/02/1995) | Sábado (25/02/1995) |
| 1. Mocidade Unida de Jacarepaguá 2. Acadêmicos de Santa Cruz 3. Unidos do Jacarezinho 4. Leão de Nova Iguaçu 5. Império da Tijuca 6. Lins Imperial 7. Vizinha Faladeira 8. Independentes de Cordovil 9. Acadêmicos do Cubango | 1. Unidos do Porto da Pedra 2. Arranco 3. Unidos do Cabuçu 4. Difícil É o Nome 5. Canários das Laranjeiras 6. Arrastão de Cascadura 7. Acadêmicos do Engenho da Rainha 8. Acadêmicos da Rocinha 9. Unidos de Lucas 10. Em Cima da Hora |

### Classificação
Uma das escolas especialmente convidadas para integrar o grupo foi a campeã. Unidos do Porto da Pedra, do município de São Gonçalo, conquistou seu primeiro título no carnaval carioca e garantiu sua promoção inédita ao Grupo Especial. Abrindo o desfile da segunda noite, a Porto da Pedra apresentou o enredo "Campo Cidade em Busca da Felicidade", assinado pelo carnavalesco Mauro Quintaes. Vice-campeã, Império da Tijuca também foi promovida à primeira divisão, de onde estava afastada desde 1987. Para diminuir o número de escolas do Grupo A, que em 1996 voltaria a se apresentar num único dia, nove agremiações foram rebaixadas e nenhuma ascendeu do Grupo B. Última colocada, Canários das Laranjeiras desfilou sem bateria.
| Legenda: Promovidas ao Grupo Especial / Desfile das Campeãs Rebaixadas para o Grupo B |

| Col. | Escola                          | Enredo                                                                   | Carnavalesco(a)                     | Pontos |
| ---- | ------------------------------- | ------------------------------------------------------------------------ | ----------------------------------- | ------ |
| 1    | Unidos do Porto da Pedra        | Campo Cidade em Busca da Felicidade                                      | Mauro Quintaes                      | 298,5  |
| 2    | Império da Tijuca               | No Sassarico da Colombo                                                  | Miguel Falabella e Eduardo Silva    | 294,5  |
| 3    | Arrastão de Cascadura           | Frevança                                                                 | Max Lopes                           | 294    |
| 4    | Acadêmicos da Rocinha           | Sem Medo de Ser Feliz                                                    | Alexandre Louzada                   | 293,5  |
| 5    | Acadêmicos de Santa Cruz        | Deuses e Costumes nas Terras de Santa Cruz                               | Albeci Pereira                      | 293    |
| 6    | Vizinha Faladeira               | O Relicário do Samba                                                     | Paulo Barros e Henrique Celibe      | 290    |
| 7    | Acadêmicos do Cubango           | Da Aldeia de São Lourenço a Niterói, a Cidade Sorriso                    | Rosângela e Renato Dias             | 288    |
| 8    | Unidos do Cabuçu                | Um Abraço à Cinelândia, 60 Anos de Teatro Rival                          | Paula Vannier e Nelson Luís Costa   | 288    |
| 9    | Acadêmicos do Engenho da Rainha | Yolhesman Crisbeles, a República de Ipanema É Um Desbunde                | Jaime Cezário e Luís Fernando Abreu | 287    |
| 10   | Em Cima da Hora                 | No Reflexo do Espelho, a Arte de Dançar (Homenagem a Carlinhos de Jesus) | Reinaldo Valença e Edson Santos     | 277,5  |
| 11   | Unidos do Jacarezinho           | E o Jacarezinho Descobriu a Atlântida, a Tela Perdida                    | Eduardo Gonçalves                   | 277    |
| 12   | Difícil É o Nome                | A Grande Estrela, o Sol                                                  | Luizinho 28                         | 276    |
| 13   | Leão de Nova Iguaçu             | Arautos do Brasil Mulato                                                 | Fábio Borges                        | 270    |
| 14   | Unidos de Lucas                 | Os Quindins de Iaiá                                                      | Gil Gouveia e Arialdo Vilaça        | 270    |
| 15   | Lins Imperial                   | Estrela Imperial em Verde e Rosa                                         | Orlando Júnior                      | 266    |
| 16   | Arranco                         | Ria...Se Puder                                                           | Jorge Freitas                       | 262    |
| 17   | Independentes de Cordovil       | Retratos e Canções                                                       | Paulo Cavalcante                    | 249,5  |
| 18   | Mocidade Unida de Jacarepaguá   | Domingo É Dia de Quinta                                                  | Oscar Alcântara                     | 246,5  |
| 19   | Canários das Laranjeiras        | Seu Condutor, Din Din Seu Condutor                                       | Lorena Sender e Cida Donato         | 231    |

## Grupo B
O desfile do Grupo B (terceira divisão) foi organizado pela LIESGA e realizado no Sambódromo da Marquês de Sapucaí, entre as 19 horas e 20 minutos da terça-feira, dia 28 de fevereiro de 1995, e as 8 horas e 30 minutos do dia seguinte.
| Ordem dos desfiles |
| 1. União de Jacarepaguá 2. Acadêmicos da Abolição 3. Império do Marangá 4. Foliões de Botafogo 5. Boi da Ilha do Governador 6. Inocentes de Belford Roxo (Não desfilou) 7. Unidos da Vila Kennedy 8. Unidos do Campinho 9. Acadêmicos do Dendê 10. Paraíso do Tuiuti 11. Mocidade Unida do Santa Marta 12. União de Rocha Miranda 13. Acadêmicos de Vigário Geral 14. Renascer de Jacarepaguá 15. Unidos de Manguinhos |

### Classificação
Acadêmicos do Dendê foi a campeã com um desfile sobre a cachaça. Apesar da vitória, a escola não foi promovida ao Grupo A. Para o carnaval de 1996, os grupos de acesso sofreram um reorganização. Com isso, as três primeiras colocadas foram mantidas no Grupo B. As escolas classificadas entre o quarto e o oitavo lugar foram rebaixadas para o Grupo 1, que seria renomeado para Grupo C em 1996. As escola classificadas da nona à décima quinta colocação foram rebaixadas para o Grupo 2, que seria renomeado para Grupo D.
| Legenda: Permanecem no grupo Rebaixadas para a quarta divisão Rebaixadas para a quinta divisão * Sem informação disponível |

| Col.                                     | Escola                        | Enredo                                                     | Carnavalesco(a)                          |
| ---------------------------------------- | ----------------------------- | ---------------------------------------------------------- | ---------------------------------------- |
| 1                                        | Acadêmicos do Dendê           | Essa Água É Fogo                                           | Amarildo de Mello                        |
| 2                                        | Acadêmicos de Vigário Geral   | Ontem, Hoje e Sempre Mestre Marçal                         | Cid Franco                               |
| 3                                        | Acadêmicos da Abolição        | Crescendo e Aprendendo                                     | Luizinho 28                              |
| 4                                        | Unidos da Vila Kennedy        | História e Herança de Uma Raça                             | Edson Siqueira                           |
| 5                                        | Paraíso do Tuiuti             | Recicla Brasil, o Lixo É Um Luxo                           | Sérgio Marimba                           |
| 6                                        | Boi da Ilha do Governador     | Zero Dá Sorte                                              | Manoel Junior                            |
| 7                                        | Foliões de Botafogo           | Marlene Paiva, das Passarelas de Luxo à Passarela do Samba | Olímpio e Panamenho                      |
| 8                                        | Mocidade Unida do Santa Marta | Faça Amor, não Faça Guerra                                 | Carlinhos de Andrade                     |
| 9                                        | Unidos do Campinho            | Do Milho ao Milhão                                         | *                                        |
| 10                                       | Renascer de Jacarepaguá       | Minha Terra Tem Lagoas Onde Vivem os Jacarés               | Sérgio Kautzman e Armando Martins        |
| 11                                       | União de Jacarepaguá          | De Geração em Geração quem É Discriminado É o Negão        | Nilson da Cruz Bulhões e Paulo Gonçalves |
| 12                                       | Império do Marangá            | No Balanço das Ondas do Mar                                | *                                        |
| 13                                       | União de Rocha Miranda        | O Grito da Flor                                            | *                                        |
| 14                                       | Unidos de Manguinhos          | Manguinhos, Ouro, Saúde e Folia                            | Paulo Menezes                            |
| Inocentes de Belford Roxo (Não desfilou) |                               |                                                            |                                          |

## Grupo 1
O desfile do Grupo 1 (no ano anterior denominado Grupo 3) foi organizado pela Associação das Escolas de Samba da Cidade do Rio de Janeiro (AESCRJ) e realizado a partir das 22 horas do domingo, dia 26 de fevereiro de 1995, na Avenida Rio Branco.
| Ordem dos desfiles |
| 1. Boêmios de Inhaúma 2. Flor da Mina do Andaraí 3. Imperial de Nova Iguaçu 4. Mocidade de Vasconcelos 5. Mocidade de Vicente de Carvalho 6. Tupy de Brás de Pina 7. Unidos de Bangu |

### Classificação
Flor da Mina do Andaraí foi a campeã, mas não foi promovida de grupo. Devido à reorganização dos grupos de acesso para o carnaval de 1996, as cinco mais bem classificadas foram mantidas no mesmo grupo. Penúltima colocada, Unidos de Bangu foi rebaixada para Grupo E, criado em 1996. Última colocada, a Mocidade de Vasconcelos foi rebaixada para o Grupo 2, que seria renomeado para Grupo D em 1996.
| Legenda: Permanecem no grupo Rebaixada para a quinta divisão Rebaixada para a sexta divisão * Sem informação disponível |

| Col. | Escola                          | Enredo                                                         | Carnavalesco(a)                           |
| ---- | ------------------------------- | -------------------------------------------------------------- | ----------------------------------------- |
| 1    | Flor da Mina do Andaraí         | Verde e Rosa, por que não?                                     | Clóvis Costha                             |
| 2    | Mocidade de Vicente de Carvalho | O Poder das Mãos                                               | Osvaldo Arakén e Lourenço Filho           |
| 3    | Tupy de Brás de Pina            | Eu Era Feliz e não Sabia                                       | Virgílio Bayma                            |
| 4    | Imperial de Nova Iguaçu         | De Volta ao Passado                                            | Jacy Motta, Adauto Vieira e Agnaldo Silva |
| 5    | Boêmios de Inhaúma              | Sou Brasileiro, Privilégio de Poucos Boêmios, Anseio de Muitos | Luiz Carlos do Valle                      |
| 6    | Unidos de Bangu                 | Rosa, Uma Flor Mulher                                          | Ronaldo Calzalari                         |
| 7    | Mocidade de Vasconcelos         | Primeiro de Abril                                              | *                                         |

## Grupo 2
O desfile do Grupo 2 (no ano anterior denominado Grupo D) foi organizado pela AESCRJ e realizado a partir das 22 horas da segunda-feira, dia 27 de fevereiro de 1995, na Avenida Rio Branco.
| Ordem dos desfiles |
| 1. Acadêmicos do Cachambi 2. Arame de Ricardo 3. União de Vaz Lobo 4. Unidos da Vila Santa Tereza 5. Unidos de Padre Miguel 6. Unidos do Uraiti |

### Classificação
União de Vaz Lobo foi a campeã, garantindo sua promoção ao Grupo 1, que seria renomeado para Grupo C em 1996. Vice-campeã, Unidos de Padre Miguel também foi promovida à quarta divisão.
| Legenda: Promovidas para a quarta divisão Permanecem no grupo * Sem informação disponível |

| Col. | Escola                      | Enredo                            | Carnavalesco(a)                   |
| ---- | --------------------------- | --------------------------------- | --------------------------------- |
| 1    | União de Vaz Lobo           | Banzo, Saudades da Terra          | Ananguê                           |
| 2    | Unidos de Padre Miguel      | Tahira-Can, o Homem Estrela       | Grace Morgado e Elmo Evangelista  |
| 3    | Unidos da Vila Santa Tereza | As Sete Cores do Arco-íris        | Jordey de Paula e Oscar Alcântara |
| 4    | Arame de Ricardo            | "Sonhos dourados"                 | Marcos Aurélio                    |
| 5    | Unidos do uraiti            | Fantasias, Confetes e Serpentinas | Relius Machado                    |
| 6    | Acadêmicos do Cachambi      | Balança Rio                       | *                                 |

## Desfile das Campeãs
O Desfile das Campeãs foi realizado no Sambódromo da Marquês de Sapucaí, entre as 19 horas do sábado, dia 4 de março de 1995, e as 7 horas e 15 minutos do dia seguinte. Participaram as escolas campeã e vice-campeã do Grupo A e as seis primeiras colocadas do Grupo Especial.
A escola de samba Societá Risveglio, da cidade italiana de Cento, desfilou como convidada.
| Ordem dos desfiles |
| 1. Império da Tijuca 2. Unidos do Porto da Pedra 3. Societá Risveglio 4. Mangueira 5. Acadêmicos do Salgueiro 6. Mocidade Independente 7. Beija-Flor 8. Portela 9. Imperatriz Leopoldinense |

## Blocos de empolgação
Os desfiles dos blocos de empolgação foram organizados pela Federação dos Blocos Carnavalescos do Estado do Rio de Janeiro (FBCERJ).

### Grupo A-1
O desfile foi realizado a partir das 21 horas do domingo, dia 26 de fevereiro de 1995, no Boulevard 28 de Setembro, em Vila Isabel. Coração da Coroa foi o campeão.
| Col. | Bloco                    |
| ---- | ------------------------ |
| 1    | Coração da Coroa         |
| 2    | Aprendizes dos Coqueiros |
| 3    | Renascença de Benfica    |
| 4    | Bacanas da Piedade       |
| 5    | Mocidade da Mallet       |
| 6    | Vai Quem Quer            |
| 7    | Caracol de Copacabana    |
| 8    | Escovão da Riachuelo     |

### Grupo A-2
O desfile foi realizado a partir das 21 horas do domingo, dia 26 de fevereiro de 1995, na Avenida Cardoso de Morais, em Bonsucesso. Tigre de Bonsucesso foi o campeão, sendo promovido ao Grupo A-1 junto com Segura Se Puder e Balanço da Mangueira.
| Legenda: Promovidos ao Grupo A-1 |

| Col. | Bloco                          |
| ---- | ------------------------------ |
| 1    | Tigre de Bonsucesso            |
| 2    | Segura Se Puder                |
| 3    | Balanço da Mangueira           |
| 4    | Balanço do Macaco              |
| 5    | Me Engana Que Eu Gosto         |
| 6    | Inocentes do Jardim Metrópoles |
| 7    | Unidos do Cabral               |
| 8    | Unidos de São Cristóvão        |

## Blocos de enredo
Os desfiles dos blocos de enredo foram organizados pela FBCERJ.

### Grupo 1
O desfile foi realizado a partir das 21 horas do sábado, dia 25 de fevereiro de 1995, na Avenida Rio Branco. Mocidade Unida da Mineira foi o campeão.
| Col. | Bloco                         |
| ---- | ----------------------------- |
| 1    | Mocidade Unida da Mineira     |
| 2    | Coroado de Jacarepaguá        |
| 3    | Cometas do Bispo              |
| 4    | Infantes da Piedade           |
| 5    | Corações Unidos de Bonsucesso |
| 6    | Arrastão de São João          |
| 7    | Mataram Meu Gato              |
| 8    | União da Ilha de Guaratiba    |
| 9    | Bloco do Barriga              |
| 10   | Arame de Ricardo              |

### Grupo 2
O desfile foi realizado a partir das 21 horas do sábado, dia 25 de fevereiro de 1995, no Boulevard 28 de Setembro. Queima de Bangu foi o campeão, sendo promovido ao Grupo 1 junto com Aventureiros do Leme, Balanço do Cocotá e Azul e Branco.
| Legenda: Promovidos ao Grupo 1 Rebaixados para o Grupo 3 |

| Col. | Bloco                   |
| ---- | ----------------------- |
| 1    | Queima de Bangu         |
| 2    | Aventureiros do Leme    |
| 3    | Balanço do Cocotá       |
| 4    | Azul e Branco           |
| 5    | Império da Leopoldina   |
| 6    | Flor da Vila Tiradentes |
| 7    | Unidos do Anil          |
| 8    | Amigos de Deodoro       |
| 9    | Surpresa de Realengo    |
| 10   | Unidos da São Braz      |

### Grupo 3
Unidos da Curtição foi o campeão, sendo promovido ao Grupo 2 junto com Bloco do China e Luar de Prata.
| Legenda: Promovidos ao Grupo 2 Rebaixados para o Grupo 4 |

| Col. | Bloco                         |
| ---- | ----------------------------- |
| 1    | Unidos da Curtição            |
| 2    | Bloco do China                |
| 3    | Luar de Prata                 |
| 4    | União do Parque Curicica      |
| 5    | Flor de Cabuis                |
| 6    | Novo Horizonte                |
| 7    | Unidos do Parque Felicidade   |
| 8    | Unidos da São Nicolau         |
| 9    | Unidos de Seletiva            |
| 10   | Corações Unidos do Amarelinho |
| 11   | Unidos da Fronteira           |

### Grupo 4
Roda Quem Pode foi o campeão, sendo promovido ao Grupo 2.
| Legenda: Promovido ao Grupo 2 Promovidos ao Grupo 3 |

| Col. | Bloco                                 |
| ---- | ------------------------------------- |
| 1    | Roda Quem Pode                        |
| 2    | Chora na Rampa                        |
| 3    | União da Ponte                        |
| 4    | Amizade da Água Branca                |
| 5    | Mocidade de Santa Margarida           |
| 6    | Unidos de Urania                      |
| 7    | Império do Gramacho                   |
| 8    | Magnatas de Engenheiro Pedreira       |
| 9    | Três Unidos                           |
| 10   | Unidos de Antares                     |
| 11   | Unidos de Edson Passos                |
| 12   | União da Comunidade de Honório Gurgel |